# هنري إم. يومانز
هنري إم. يومانز هو سياسي أمريكي، ولد في 15 مايو 1832 في Otego (town), New York ‏ في الولايات المتحدة، وتوفي في 8 يوليو 1920 في ساغيناو في الولايات المتحدة. نشط حزبياً في الحزب الديمقراطي. وقد انتخب عضو مجلس ولاية ميشيغان ‏ وانتخب عضو مجلس النواب الأمريكي ‏.